# Joyride (Roxette)
Joyride is het derde studioalbum van het Zweedse duo Roxette, uitgegeven op 28 maart 1991 door EMI. Na het populaire "It Must Have Been Love" en het zeer goed verkochte studioalbum Look Sharp!, werd Joyride minstens zo succesvol met de gelijknamige nummer 1-hit "Joyride". Het album stond in meerdere landen wekenlang op nummer 1 en tot op de dag van vandaag zijn er inmiddels meer dan 11 miljoen exemplaren van verkocht.

## Tracklist
Alle nummers zijn geschreven door Per Gessle tenzij het anders staat aangegeven.

| 1.                 | Joyride                                                       | 04:23 |
| 2.                 | Hotblooded (Muziek van Marie Fredriksson en Per Gessle)       | 03:18 |
| 3.                 | Fading Like a Flower (Every Time You Leave)                   | 03:52 |
| 4.                 | Knockin' on Every Door                                        | 03:56 |
| 5.                 | Spending My Time (Muziek van Mats Persson en Per Gessle)      | 04:35 |
| 6.                 | I Remember You                                                | 03:53 |
| 7.                 | Watercolours In The Rain (Muziek van Marie Fredriksson)       | 03:40 |
| 8.                 | The Big L                                                     | 04:26 |
| 9.                 | Soul Deep                                                     | 03:34 |
| 10.                | (Do You Get) Excited? (Muziek van Mats Persson en Per Gessle) | 04:16 |
| 11.                | Church of Your Heart                                          | 03:13 |
| 12.                | Small Talk                                                    | 03:53 |
| 13.                | Physical Fascination                                          | 03:27 |
| 14.                | Things Will Never Be the Same                                 | 04:25 |
| 15.                | Perfect Day (Muziek van Mats Persson en Per Gessle)           | 04:04 |
| Totale duur: 59:05 |                                                               |       |

| 16.                | The Sweet Hello, The Sad Goodbye | 04:46 |
| 17.                | Love Spins (Demo)                | 03:28 |
| 18.                | Seduce Me (Demo)                 | 03:54 |
| Totale duur: 71:16 |                                  |       |